# Maria-Apollonia-Kinderkrippe

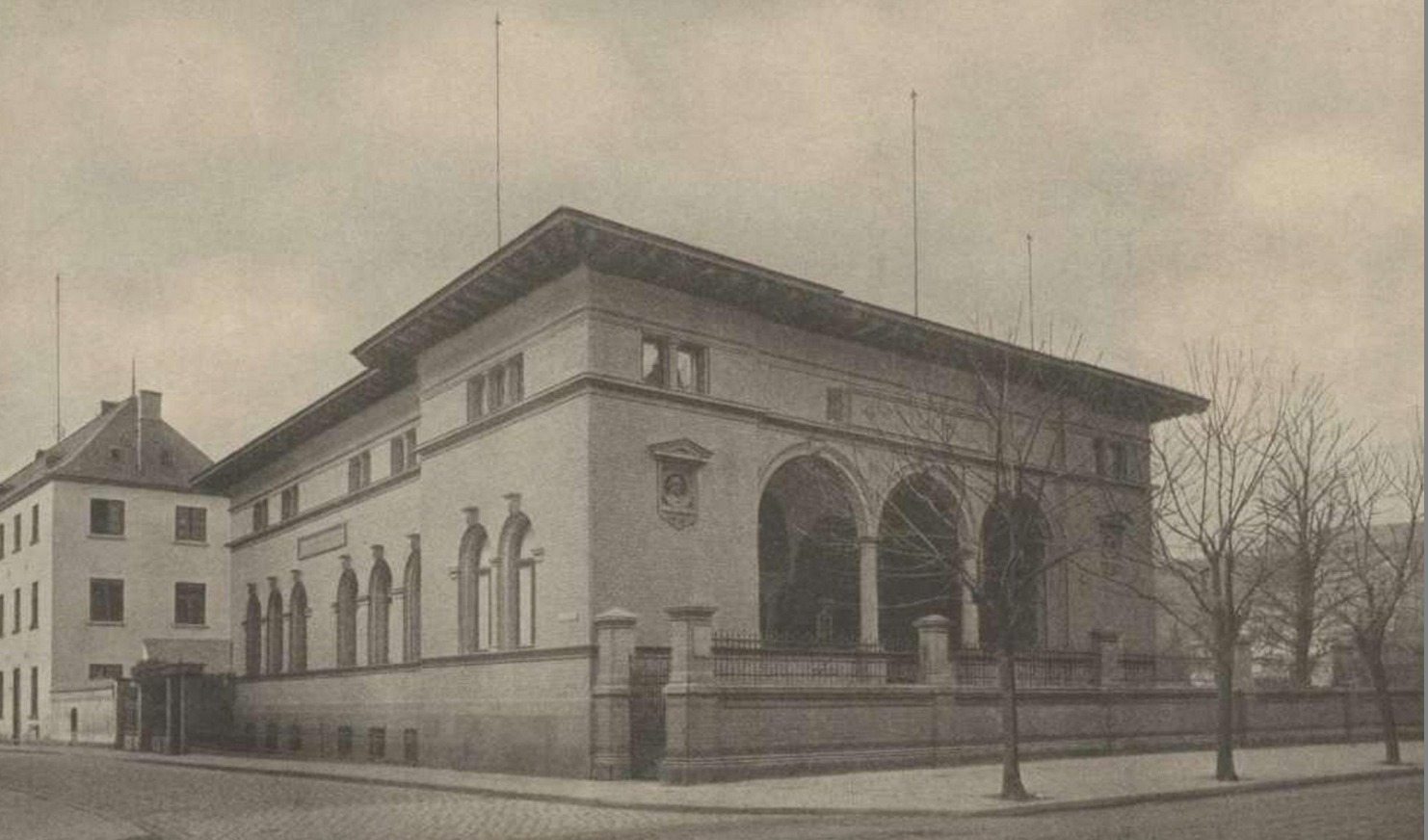
Die Kinderkrippe

Die Maria-Apollonia-Kinderkrippe war eine Einrichtung für Kleinkinder in Düren, Nordrhein-Westfalen, Jesuitengasse. 

## Geschichte
Kommerzienrat Eduard Hoesch stiftete 1884 zum Andenken seiner verstorbenen Gemahlin 300.000 Mark. Mit dem Bau der Krippe wurde noch im gleichen Jahr begonnen und auch in diesem Jahr eröffnet. Krippenarzt war ein Dr. Sterken. 
Die Krippe hatte die Aufgabe, gesunde Kinder im Alter von 14 Tagen bis drei Jahren von bedürftigen Müttern ohne Unterschied der Konfession während deren Arbeitszeit zu verpflegen. Die Krippe war von morgens sechs Uhr bis abends acht Uhr geöffnet. Die Mütter brachten ihre Kinder, die von den Wärterinnen in Empfang genommen wurden. Die Wärterinnen wohnten im Haus. Die jungen Kinder unter einem Jahr wurden täglich gebadet, die älteren je nach Bedarf. Die Krippe bestand aus zwei Sälen, einem für die Kleinsten und einem für die Größeren. Die Kleinen lagen fast den ganzen Tag in ihrem Kinderwagen. Bis zum Abend wurden alle verpflegt und mit Spielen beschäftigt, bis die Mütter sie abends wieder abholten. Für jedes Kind mussten täglich zehn Pfennige gezahlt werden, die Kinder ärmerer Leute zahlten nichts. 
Das dreigeschossige Gebäude stand in einem großen Garten. Die Kinder hielten sich nur im Erdgeschoss auf. Im Untergeschoss waren Küche, Waschküche, Vorratsräume, Heizung (!) usw. Im Obergeschoss waren der Konferenzraum, die Schlafzimmer der Oberin und Wärterinnen, Trockenraum etc. Die Eingangshalle im Erdgeschoss war 6 m breit und 10,30 m lang. Wenn die Kinder wegen schlechten Wetters nicht im Garten spielen konnten, benutzten sie diese Halle zum Spielen. Der an die Halle anschließende heizbare (!) Korridor war 3 m breit und 17,80 m lang. Daran schlossen sich die Räume zur Pflege der Kinder an. Eine Vielzahl von Frauen war in der Krippe beschäftigt. Eine Wärterin versorgte vier Kinder von zwei Wochen bis 12 bis 16 Monaten oder acht Kinder von 16 Monaten bis zu drei Jahren. Die anderen Dürener Kinder-Bewahr-Anstalten nahmen Kinder ab drei Jahren auf. 
Die größeren Kindern lernten in einer Gehschule das Gehen, sofern sie es nicht schon konnten. Der Saal für die Kleinen war ebenso wie der Korridor bis zu einer Höhe von 1,20 m mit Holz vertäfelt. In diesem Saal standen die Kinderwagen aus Eisen, die 0,94 m lang und 0,55 m breit waren. Zusätzlich gab es in dem Raum ein Waschbecken. Die Fenster lagen 1,18 m über dem Fußboden. Das Bade- bzw. Wickelzimmer lag gegenüber. 
Im Saal für die größeren Kinder war in der Mitte die Gehschule mit einer Fläche von 3,18 × 2,75 m integriert. Die Wandtäfelung des Saales diente gleichzeitig zur Aufnahme der Ruhekissen. Auf den Füllungen waren die kleinen Matratzen so befestigt, dass sie beim Herablassen derselben eine schräge Lage einnahmen, während sie ganz unsichtbar waren, wenn die Füllung geschlossen wurde. Der Raum war dann ganz frei. 
Beide Säle hatten einen Luftraum von 243 m³. Da nicht mehr als 56 Kinder aufgenommen wurden, entsprach das pro Kind einem Luftvolumen von 8,68 m³. Das Arztzimmer war vom Korridor aus direkt begehbar. Die Milchküche war mit der Hauptküche im Untergeschoss durch einen Aufzug verbunden. Sie hatte eine Kalt- und eine Warmwasserleitung. Die Milch wurde auf einem Gaskocher erhitzt und in die Fläschchen gefüllt. Das Geschirr, z. B. die Schüsselchen für die großen Kinder, war in doppelter Ausführung vorhanden. Das benutzte Geschirr wurde mit dem Aufzug nach unten in die Küche zurückbefördert. Jedes Geschirrteil war mit der Nummer des Kindes versehen. Neben den Sälen befand sich der Speiseraum bzw. Aufenthaltsraum für das Personal, die von dort die Säle jederzeit einsehen konnten. 
Im Badezimmer waren neben einer großen Badewanne vier Porzellan-Waschbecken, die in die Tischplatten integriert waren. Neben den Becken in einer Größe von 0,60 × 0,41 m war ausreichend Platz, um die Babys auf einem Kissen neu zu wickeln. Die Wickeltücher wurden in einem speziellen Apparat vorgewärmt. Über einen Schacht wurden die benutzten Tücher direkt nach unten in einen Bottich in der Waschküche befördert. Schwämme etc. waren auch für jedes Kind doppelt vorhanden und mit seiner Nummer versehen. 
Neben dem Badezimmer befand sich ein Kleiderzimmer, in dem die Bekleidung der Kinder aufgehängt und gelüftet wurde. Am Ende des Flurs waren zwei große und sechs Kinderklosetts mit Wasserspülung. Im Keller war der Raum für die Luftheizung und die Waschküche, die 5,20 × 5,57 m groß war. Sie war mit dem Badezimmer im Erdgeschoss durch den Wäscheschacht verbunden. Die Hauptküche war 6,52 × 5,57 m groß. Im Obergeschoss befanden sich neben einem kleinen Wirtschaftsraum der Konferenzsaal. Dort tagte der Verwaltungsrat, der aus zehn Männern und 16 Frauen bestand. 
Die Ost- und Südfassaden waren aus gelben Ziegeln hergestellt. An der Ostfront waren zwei Büsten des Berliner Bildhauers Ferdinand Hartzer zu sehen, die Caritas und Humanitas darstellten. Die Steinbauerarbeiten führte Firma Nocken aus Düren aus, die Maurerarbeiten die Firma Lapp aus Düren. Die Luftheizung lieferte und installierte die Firma Rietschel & Henneberg aus Berlin. Bauführer war G. Börstinghaus. Die Kosten teilten sich wie folgt auf: Baukosten = 68.000 Mark, Inneneinrichtung = 20.000 Mark, Grundstück = 21.000 Mark. Die Zinsen der verbleibenden Restsumme wurden für die Betriebskosten verwendet.
Das Gebäude wurde beim Luftangriff auf Düren vom 16. November 1944 zerstört und nicht wieder aufgebaut.